# Emerson Sheik
Emerson Sheik (sinh ngày 6 tháng 12 năm 1978) là một cầu thủ bóng đá người Qatar.

## Đội tuyển bóng đá quốc gia Qatar
Emerson Sheik thi đấu cho đội tuyển bóng đá quốc gia Qatar từ năm 2008.

## Thống kê sự nghiệp
| Đội tuyển bóng đá Qatar | Đội tuyển bóng đá Qatar | Đội tuyển bóng đá Qatar |
| Năm                     | Trận                    | Bàn                     |
| ----------------------- | ----------------------- | ----------------------- |
| 2008                    | 3                       | 0                       |
| Tổng cộng               | 3                       | 0                       |